# Lanxess
Lanxess AG — немецкая химическая компания, образованная в 2004 году отделением части химических активов концерна Bayer. Штаб-квартира находится в Кёльне.
В списке крупнейших компаний мира Forbes Global 2000 за 2021 год заняла 1491-е место.

## Деятельность
Основные подразделения по состоянию на 2021 год:
- Промежуточные соединения — вещества, используемые в производстве агрохимии, автокомплектующих, стройматериалов, пищевкусовых добавок, электроники и красителей; выручка 1,95 млрд евро.
- Специальные добавки — антипирены на основе фосфора или брома, добавки к смазочным материалам, красители; выручка 2,30 млрд евро.
- Защитные и потребительские материалы — пестициды, фунгициды, антисептики, консерванты, ароматизаторы, фармацевтические ингредиенты; выручка 1,52 млрд евро.
- Инженерные материалы — полиуретан и другие полимеры; выручка 1,71 млрд евро.

Основные регионы деятельности:
- Германия — 18 % выручки;
- остальная Европа, Ближний Восток и Африка — 32 % выручки;
- Северная Америка — 22 % выручки;
- Латинская Америка — 6 % выручки;
- Азиатско-Тихоокеанский регион — 22 % выручки.